# Cyclopoida
Cyclopoida zijn een orde van de eenoogkreeftjes.

## Leefwijze
Eenoogkreeftjes uit deze orde zijn kleine, planktonisch levende kreeftachtigen. Er komen zowel in zoet water als in zeewater vertegenwoordigers van deze orde voor. Ze zijn in staat tot vrij snelle bewegingen. Vrouwtjes dragen klompjes eieren, vaak gepaard met het eerste segment van het achterlijf. De eieren ontwikkelen zich geleidelijk via opeenvolgende naupliusstadia tot nieuwe volwassen dieren.

## Parasitisme
Poecilostomatoïde copepoden, die recent bij de Cyclopoida werden gevoegd, leven meestal als ectoparasiet op zeevissen en op verschillende soorten ongewervelden (onder meer op weekdieren en stekelhuidigen). Parasitisme leidt vaak tot degeneratie van aanhangsels bij vrouwtjes en tot spectaculaire vervormingen waarbij de segmentatie van het lichaam volledig is verdwenen vanaf de metamorfose van het copepodiet-stadium.

## Taxonomie
De volgende taxa zijn bij de Cyclopoida  ingedeeld:
- Geslacht Ameristocheres Pelseneer, 1928
- Geslacht Hesseius Özdikmen, 2008
- Geslacht Lobosomatium Stock, 1995
- Geslacht Ophelicola Laubier, 1978
- Geslacht Pachos Stebbing, 1910
- Geslacht Platythorax Hesse, 1866
- Geslacht Ruthra Kim I.H., 2003
- Onderorde Cyclopicinida Khodami, Mercado-Salas, Tang & Matrinez Arbizu, 2019
  - Familie Cyclopicinidae Khodami, Vaun MacArthur, Blanco-Bercial & Martinez Arbizu, 2017
- Onderorde Cyclopida
  - Familie Ascidicolidae Thorell, 1859
  - Familie Botryllophilidae Sars G.O., 1921
  - Familie Buproridae Thorell, 1859
  - Familie Cyclopidae Rafinesque, 1815
  - Familie Enterognathidae Illg & Dudley, 1980
  - Familie Enteropsidae Thorell, 1859
  - Familie Euryteidae Monchenko, 1974
  - Familie Fratiidae Ho, Conradi & López-González, 1998
  - Familie Halicyclopidae Kiefer, 1927
  - Familie Lernaeidae Cobbold, 1879
  - Familie Ozmanidae Ho & Thatcher, 1989
- Onderorde Ergasilida Khodami, Mercado-Salas, Tang & Martinez Arbizu, 2019
  - Familie Abrsiidae Karanovic, 2008
  - Familie Anchimolgidae Humes & Boxshall, 1996
  - Familie Anomoclausiidae Gotto, 1964
  - Familie Antheacheridae Sars M., 1870
  - Familie Anthessiidae Humes, 1986
  - Familie Bomolochidae Claus, 1875
  - Familie Bradophilidae Marchenkov, 2002
  - Familie Catiniidae Bocquet & Stock, 1957
  - Familie Chondracanthidae Milne Edwards, 1840
  - Familie Clausidiidae Embleton, 1901
  - Familie Clausiidae Giesbrecht, 1895
  - Familie Corallovexiidae Stock, 1975
  - Familie Corycaeidae Dana, 1852
  - Familie Echiurophilidae Delamare Deboutteville & Nunes-Ruivo, 1955
  - Familie Entobiidae Ho, 1984
  - Familie Erebonasteridae Humes, 1987
  - Familie Ergasilidae Burmeister, 1835
  - Familie Eunicicolidae Sars G.O., 1918
  - Familie Gadilicolidae Boxshall & O'Reilly, 2015
  - Familie Gastrodelphyidae List, 1889
  - Familie Giselinidae Martínez Arbizu, 2000
  - Familie Herpyllobiidae Hansen, 1892
  - Familie Intramolgidae Marchenkov & Boxshall, 1995
  - Familie Iveidae Tung, Cheng, Lin, Ho, Kuo, Yu & Su, 2014
  - Familie Jasmineiricolidae Boxshall, O'Reilly, Sikorski & Summerfield, 2015
  - Familie Kelleriidae Humes & Boxshall, 1996
  - Familie Lamippidae Joliet, 1882
  - Familie Leaniricolidae Huys, 2016
  - Familie Lichomolgidae Kossmann, 1877
  - Familie Lubbockiidae Huys & Böttger-Schnack, 1997
  - Familie Macrochironidae Humes & Boxshall, 1996
  - Familie Makrostrotidae Huys, Fatih, Ohtsuka & Llewellyn-Hughes, 2012
  - Familie Mesoglicolidae Zulueta, 1911
  - Familie Micrallectidae Huys, 2001
  - Familie Myicolidae Yamaguti, 1936
  - Familie Mytilicolidae Bocquet & Stock, 1957
  - Familie Nereicolidae Claus, 1875
  - Familie Octopicolidae Humes & Boxshall, 1996
  - Familie Oncaeidae Giesbrecht, 1893
  - Familie Paralubbockiidae Boxshall & Huys, 1989
  - Familie Philichthyidae Vogt, 1877
  - Familie Philoblennidae Izawa, 1976
  - Familie Pholoicolidae Boxshall, O'Reilly, Sikorski & Summerfield, 2019
  - Familie Phyllodicolidae Delamare Deboutteville & Laubier, 1961
  - Familie Pionodesmotidae Bonnier, 1898
  - Familie Polyankyliidae Ho & Kim I.H., 1997
  - Familie Praxillinicolidae Huys, 2016
  - Familie Pseudanthessiidae Humes & Stock, 1972
  - Familie Rhynchomolgidae Humes & Stock, 1972
  - Familie Sabelliphilidae Gurney, 1927
  - Familie Saccopsidae Lützen, 1964
  - Familie Sapphirinidae Thorell, 1859
  - Familie Schminkepinellidae Martínez Arbizu, 2006
  - Familie Serpulidicolidae Stock, 1979
  - Familie Shiinoidae Cressey, 1975
  - Familie Spiophanicolidae Ho, 1984
  - Familie Splanchnotrophidae Norman & Scott T., 1906
  - Familie Strepidae Cheng, Liu & Dai, 2016
  - Familie Synapticolidae Humes & Boxshall, 1996
  - Familie Synaptiphilidae Bocquet & Stock, 1957
  - Familie Taeniacanthidae Wilson C.B., 1911
  - Familie Telsidae Ho, 1967
  - Familie Thamnomolgidae Humes & Boxshall, 1996
  - Familie Urocopiidae Humes & Stock, 1972
  - Familie Vahiniidae Humes, 1967
  - Familie Ventriculinidae Leigh-Sharpe, 1934
  - Familie Xarifiidae Humes, 1960
  - Familie Xenocoelomatidae Bresciani & Lutzen, 1966
- Onderorde Oithonida Khodami, Mercado-Salas, Tang & Matrinez Arbizu, 2019
  - Familie Archinotodelphyidae Lang, 1949
  - Familie Chitonophilidae Avdeev & Sirenko, 1991
  - Familie Chordeumiidae Boxshall, 1988
  - Familie Cucumaricolidae Bouligand & Delamare-Deboutteville, 1959
  - Familie Cyclopettidae Martínez Arbizu, 2000
  - Familie Cyclopinidae Sars G.O., 1913
  - Familie Hemicyclopinidae Martínez Arbizu, 2001
  - Familie Mantridae Leigh-Sharpe, 1934
  - Familie Notodelphyidae Dana, 1853
  - Familie Oithonidae Dana, 1853
  - Familie Psammocyclopinidae Martínez Arbizu, 2001
  - Familie Pterinopsyllidae Sars G.O., 1913
  - Familie Smirnovipinidae Khodami, Vaun MacArthur, Blanco-Bercial & Martinez Arbizu, 2017
  - Familie Speleoithonidae Rocha & Iliffe, 1991
  - Familie Thaumatopsyllidae Sars G.O., 1913

### Synoniemen
- Poecilostomatoida → Ergasilida
- Scotophilus Hesse, 1881 → Hesseius Özdikmen, 2008